# Simsay Ildikó-díj

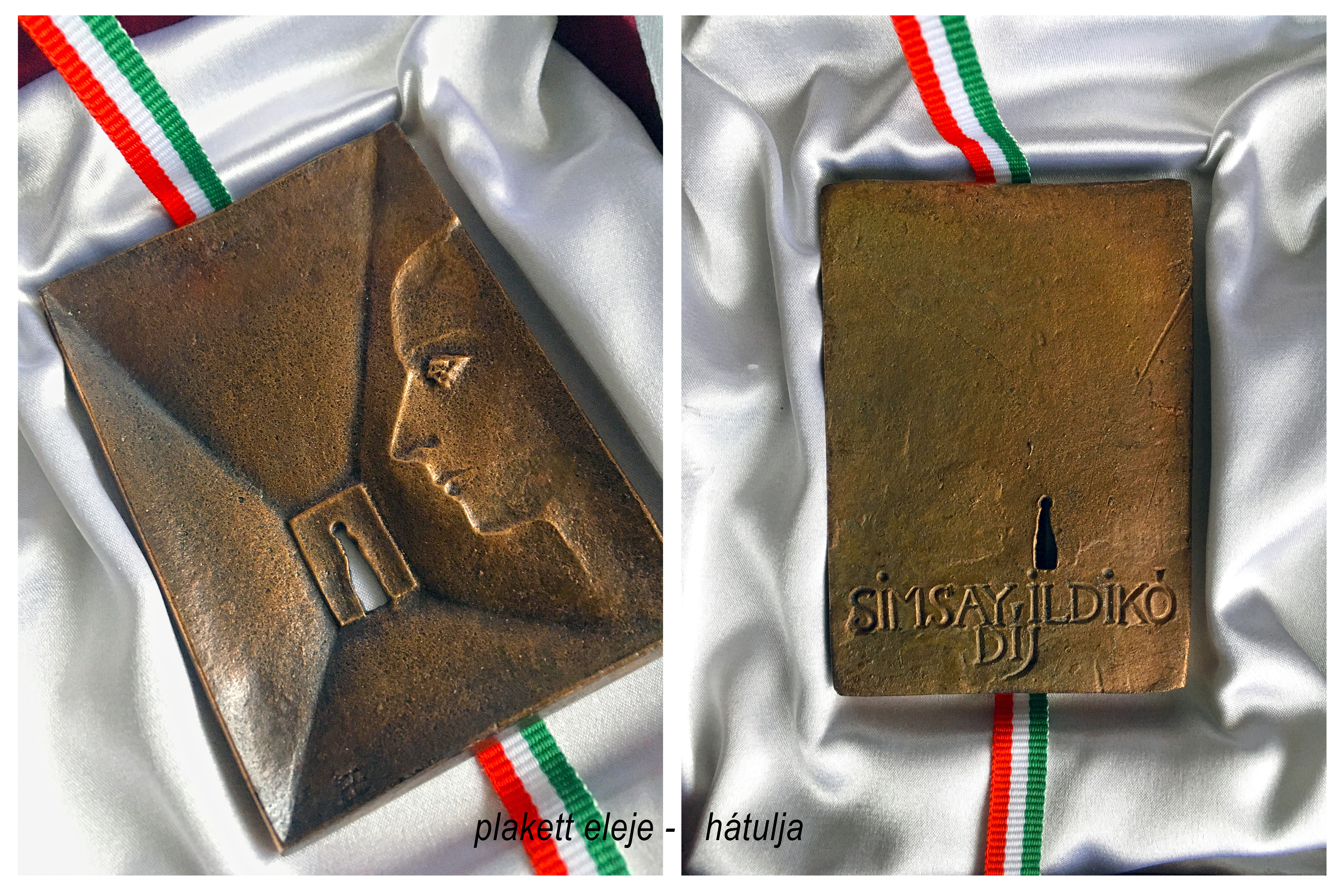
Simsay Ildikó-díj, plakett eleje, hátulja

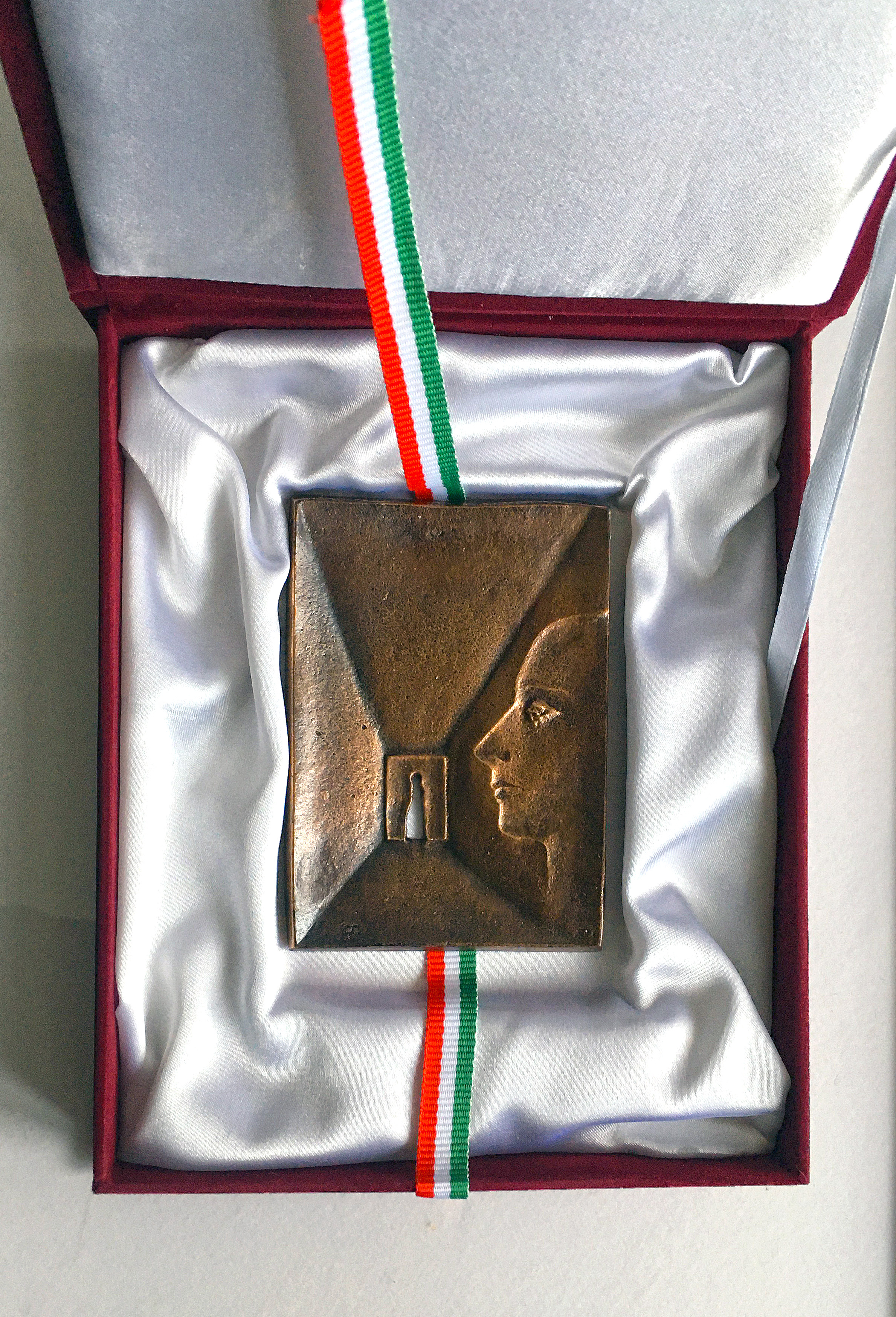
Simsay Ildikó-díj, plakett

A Simsay Ildikó-díjat 1998-ban alapította a Magyar Képzőművészeti és Iparművészeti Társaságok Szövetsége (MKITSZ) a társegyesületei tagsága körében, a művésztársak érdekében kifejtett közösségi munka jutalmazására, a díj névadója emlékére. Egyfajta életműdíj, melyet a szövetség jelmondatának szellemében — tisztesség, becsület, szorgalom — osztanak ki évente két, ritkábban három jeles képzőművésznek. Pénzjutalommal jár. A díjbizottság állandó elnöke Szily Géza, tagjai az előző év díjazottjai, akik a művészegyesületek szavazatait összesítik. Az 1997-ben elhunyt Simsay Ildikó festőművész rendkívül sokat tett az 1990 utáni művészetszervezeti átalakulás érdekében, az 1949-es alapítású Szövetségből kiváló, független új művészeti egyesületek megszületéséért.

### Díjazottak
| Év   | Díjazottak                                                    | Díjazottak                                                    | Díjazottak                                                    | Díjazottak                                                    |
| ---- | ------------------------------------------------------------- | ------------------------------------------------------------- | ------------------------------------------------------------- | ------------------------------------------------------------- |
| 1998 | Péter Ágnes                                                   | Kovács Péter Balázs                                           |                                                               |                                                               |
| 1999 | Butak András                                                  | Kováts Albert                                                 |                                                               |                                                               |
| 2000 | Halmos Klára                                                  | Sárkány Győző                                                 | Harsay Ilona                                                  |                                                               |
| 2001 | Budahelyi Tibor                                               | Németh Júlia                                                  | Oláh Tamás                                                    | Nyerges Éva                                                   |
| 2002 | Kókay Krisztina                                               | Szurcsik József                                               |                                                               |                                                               |
| 2003 | Lencsés Ida                                                   | Benes József                                                  |                                                               |                                                               |
| 2004 | Rényi Krisztina                                               | Lipcsey György                                                |                                                               |                                                               |
| 2005 | Szemadám György                                               | P. Szabó Ernő                                                 | Cserny József                                                 |                                                               |
| 2006 | Vörös András                                                  | Balogh Géza                                                   |                                                               |                                                               |
| 2007 | Aknay János                                                   | Stefanovits Péter                                             |                                                               |                                                               |
| 2008 | Baky Péter                                                    | Haász Ágnes                                                   |                                                               |                                                               |
| 2009 | Erdélyi Eta                                                   | Vinczeffy László                                              |                                                               |                                                               |
| 2010 | Ábrahám Rafael                                                |                                                               |                                                               |                                                               |
| 2011 | Szirányi István                                               |                                                               |                                                               |                                                               |
| 2012 | Mascher Róbert                                                | Vankó István                                                  |                                                               |                                                               |
| 2013 | Ványai Magdolna                                               | Győrffy Sándor                                                |                                                               |                                                               |
| 2014 | Bornemisza Rozi                                               | Herendi Péter                                                 |                                                               |                                                               |
| 2015 | Kiss Zoltán                                                   | Márkus Péter                                                  |                                                               |                                                               |
| 2016 | Krnács Ágota                                                  | Tosa                                                          | Zöld Anikó                                                    |                                                               |
| 2017 | Ruda Gábor                                                    | D. Udvary Ildikó                                              |                                                               |                                                               |
| 2018 | Szily Géza                                                    | Szeifert Judit                                                |                                                               |                                                               |
| 2019 | Keppel Gyula                                                  | Lobler Ferenc                                                 |                                                               |                                                               |
| 2020 | A díjat a Covid19-koronavírus-járvány miatt nem osztották ki. | A díjat a Covid19-koronavírus-járvány miatt nem osztották ki. | A díjat a Covid19-koronavírus-járvány miatt nem osztották ki. | A díjat a Covid19-koronavírus-járvány miatt nem osztották ki. |
| 2021 | A díjat a Covid19-koronavírus-járvány miatt nem osztották ki. | A díjat a Covid19-koronavírus-járvány miatt nem osztották ki. | A díjat a Covid19-koronavírus-járvány miatt nem osztották ki. | A díjat a Covid19-koronavírus-járvány miatt nem osztották ki. |
| 2022 | Bakos Mónika                                                  | Bátai Csaba                                                   | Kammerlohr-Kováts László                                      | Tóth Csaba                                                    |